# BRB Internacional
BRB Internacional est un studio d'animation localisé en Espagne, spécialisé dans des séries d'animation à succès telles que Les Trois Mousquetaires (1981-1982), Le Tour du monde en quatre-vingts jours (1983), David le gnome (1985), Sandokan (1991), La Bande à Mozart (1995), Bernard (2005), Iron kid (2006), Unikitty! (2017) et Filly Funtasia (2019).
La société dépose le bilan en 2022 et son catalogue est racheté par DeAPlaneta Entertainment en janvier 2023.

## Histoire
BRB est une société espagnole fondée en 1972 par Tito Basto, José Rodriguez et Claudio Biern Boyd. Elle possède dans ce pays les droits de plusieurs séries américaines, comme La Panthère rose, Tom et Jerry, Les Muppets ou Drôles de dames.
À partir de 1975, la BRB distribue des séries d'animation japonaises comme Mazinger Z (1972-1974) de Toei Animation ou Bouba (1977), Bannertail : The Story of a Graysquirrel (en) (1979) et Tom Sawyer (1980) de Nippon Animation. Avec cette dernière, elle décide de coproduire et distribuer ses premières séries : Rody le petit Cid (1980), Les Trois Mousquetaires (1981-1982), Onze pour une coupe (1982) — sur la mascotte de la Coupe du monde de football en Espagne, Naranjito — et Le Tour du monde en quatre-vingts jours (1984).
David le gnome (1985), coproduit avec Wang Film Productions (en), devient avec une diffusion sur Nickelodeon en 1988 l'un des plus grands succès internationaux de la BRB. Tout en continuant à produire ses propres séries, comme Sandokan (1991), La Bande à Mozart (1995), Fantaghirò (en) (1999) — inspiré du téléfilm La Princesse rebelle (1991) —, Bernard (2005), IMP (en) (2005-2007), Iron kid (2006), Canimals (en) (2011-2015), Unikitty! (2017) ou Filly Funtasia (2019), la société exploite les licences pour l'Espagne de franchises comme Pokémon, Yu-Gi-Oh!  et La Panthère rose. 
La BRB acquiert par la suite un studio pour des séries en prise de vues réelles et crée une division jeux vidéo. Une division cinéma, appelée Apolo Films, sort en 2021 une adaptation en images de synthèse de la série Les Trois Mousquetaires, D'Artagnan et les Trois Mousquetaires (en). 
En 2022, la société dépose le bilan. Son catalogue est racheté par DeAPlaneta Entertainment en janvier 2023,.

## Productions

### Séries d'animation

#### Années 1980
- Rody le petit Cid (Ruy, el pequeño Cid) (1980)
- Les Trois Mousquetaires (D'Artacan y los tres mosqueperros) (1981-1982)
- Onze pour une coupe (Fútbol en acción) (1982)
- Le Tour du monde en quatre-vingts jours (La vuelta al mundo de Willy Fog) (1983)
- David le gnome (David el Gnomo) (1985)
- La Sagesse des gnomes (La llamada de los gnomos) (1987)
- Bobobobs (1988)
- Història de Catalunya (seulement sur TV3) (1989)
- Las mil y una... Américas (en) (1989)

#### Années 1990
- Au service de sa majesté (en) (El retorno de D'Artacán) (1990)
- The Cobi Troupe (es) (1991)
- Sandokan (1991)
- Willy Fog 2 (1993)
- Mortadel et Filémon (Mortadelo y Filemón) (1994)
- Historia de Canarias (1995)
- La Bande à Mozart (La banda de Mozart) (1995)
- Los intocables de Elliot Mouse (en) (1996)
- Teo (1996)
- Historias del fútbol (1997)
- El nuevo mundo de los gnomos (en) (1997)
- Teo II (1998)
- Supermodels (1998)
- Fantaghirò (en) (1999)
- Yolanda, la hija del Corsario negro (en) (1999)

#### Années 2000
- IMP (en) (2007)
- Angus & Cheryl (en) (2007)
- Berni (2006)
- Iron kid (2006)
- Bernard (2005)
- Les nouvelles aventures de l'homme invisible (en) (2005)
- Zipi y Zape (es) (2003)
- Academia de Gladiadores (en) (2002)
- Nicolás (en) (2001)
- Toonimals! (2000)

#### Années 2010
- Filly Funtasia (2019)
- Mica (2014)
- ¡Invizimals! Únete a la caza (es) (2014)
- Khuda-Yana (es) (2011)
- Zoobabu (es) (2011)
- Unikitty! (2017)
- Canimals (en) (2011)
- Kambu (es) (2010)
- Suckers (es) (2010)
- Berni Olímpico (2008)
- Papawa (es) (2008)
- Flipos (es) (2010)

#### Années 2020
- Miss Bellyfoo (2021)

### Films d'animation
- Mi amigo Bernard
- El hombre invisible
- Las monstruosas aventuras de Zipi y Zape
- Academia de Gladiadores, la película
- El diminuto mundo de David, el Gnomo
- Ruy, el caballero de la espada de madera
- Nico, la película
- Los intocables contra Al Catone
- ¡Animaladas!
- Fantaghirò en busca del Kuorum
- Yolanda, el secreto de la rosa negra
- Reglamento oficial de fútbol
- Las aventuras de los gnomos en la nieve
- Los fantásticos viajes de los Gnomos
- Viva la banda de Mozart
- Willy Fog en 20.000 leguas de viaje submarino
- Willy Fog en viaje al centro de la tierra
- Willy Fog en la vuelta al mundo en 80 días
- Sandokan
- Los Gnomos: La gran Aventura
- D'Artacán, en uno para todos y todos para uno
- D'Artacán, La Película
- Superbernard

### Films
- D'Artagnan et les Trois Mousquetaires (en) (Dartacán 3D) (2021)

## Récompenses
- 2012, meilleure production de l'année pour le design du Texas Rangers World Series Gala[6]
- 2009, Premio MIPCOM JR Kid's Jury pour la série Kambu[7]
- 2009, Premio MIPCOM JR Kid's Jury pour la série Suckers[7]